# Bufonides uvarovi
Bufonides uvarovi är en insektsart som beskrevs av Hinton 1940. Bufonides uvarovi ingår i släktet Bufonides och familjen torngräshoppor. Inga underarter finns listade i Catalogue of Life.